# Gulf and Western Industries
Gulf and Western Industries, Inc. ou Gulf+Western foi um conglomerado americano, predecessor principalmente da Viacom. Gulf+Western começou com Michigan Bumper Co., fundada em 1934 e adquirida por Charles Bluhdorn em 1958 e sobre a direção dele a empresa se diversificou em vários setores. Em 5 de junho de 1980, a Gulf & Western revelou um carro elétrico, alimentado por uma bateria de cloreto de zinco que iria manter a carga por algumas horas e permitia velocidades de até 97 km/h. Após a morte de Bluhdorn, a empresa começou a focar no entretenimento e vendeu a maior parte de suas empresas. Depois das reformas, se auto renomeou para Paramount Communications.
A Paramount Communications durou até 1994, quando a Viacom adquiriu a empresa. Além disso a Paramount Communications tentou impedir sem sucesso a fusão da Time Inc. com a Warner Communications, sua rival. Finalmente, em 1990 a Time e a Warner se juntaram formando a Time Warner.

## Empresas
- Paramount Pictures (1966)1
- Kayser-Roth,  (1966)2
- APS Holding Corp. auto parts (1966)2
- New Jersey Zinc (1966-1981)2
- South Puerto Rico Sugar Company (1967)2
- Associates First Capital Corporation (1968)
- Consolidated Cigars (1968-1983)2
- Stax Records (1968)
- Sega (1969)2
- Simon & Schuster (1975)1
- Madison Square Garden, New York Rangers e New York Knicks (1977)1
- Simmons Bedding Company (1979-1985)2
- Paramount Television (antiga Desilu Productions) (1967)1

1Empresas continuaram a ser da Gulf+Western, após a a morte de Bluhdorn e consequentemente passaram a Paramount Communications, Inc.

2Empresas vendidas até 1989.